# Defiance, Ohio
Defiance är administrativ huvudort i Defiance County i delstaten Ohio. Orten har fått sitt namn efter fästningen Fort Defiance. Defiance hade 16 494 invånare enligt 2010 års folkräkning.